# Consell Privat del Comte de Barcelona
El Consell Privat del Comte de Barcelona va ser una organització privada de Joan de Borbó amb caràcter d'organisme consultiu.

## Història
Després de traslladar-se a Portugal en 1946 i assentar-se a Estoril, Joan de Borbó va conformar el seu consell privat el 6 d'abril de 1946. Va celebrar la seva primera reunió al març de 1947, establint que qualsevol negociació amb els dissidents republicans mai aniria més lluny de les concessions de la Constitució canovista de 1876; línia contradita poc més tard per unes declaracions del pretendent Borbó, relatives a la defensa d'un plebiscit a Espanya sobre la forma de govern. No obstant això durant la seva primera dècada d'activitat va ser poc més que una distinció honorífica; va canviar operativament després de l'entrada en 1956 de Gonzalo Fernández de la Mora i l'aparició en 1957 de la figura d'una comissió permanent que tractés de potenciar l'activitat de l'ens. Va estar compost per al voltant de 90 membres, més o menys actius, la major part dels quals pertanyien a l'aristocràcia financera. D'altra banda el comte de Barcelona va comptar també amb un altre òrgan polític, el secretariat polític, que feia d'òrgan executiu. Ha arribat a ser descrit com un òrgan «inoperant i heterogeni» i com a freturós «de dinamisme i resultats». L'organisme, que va negar qualsevol suport a José María Gil-Robles, un dels seus membres, després de la seva participació en la reunió de Múnic amb polítics de la dissidència franquista, procediria a expulsar-lo. Coincidint amb la designació efectuada per Franco de Joan Carlos de Borbó com a successor a la prefectura de l'estat, l'òrgan va ser dissolt al juliol de 1969 (igual que el secretariat), quan aleshores era José María Pemán president de l'organització.